# North Granby
North Granby es un lugar designado por el censo (en inglés, census-designated place, CDP) ubicado en el condado de Hartford, Connecticut, Estados Unidos. Según el censo de 2020, tiene una población de 1835 habitantes.
Está situado en el municipio de Granby.

## Geografía
La localidad está ubicada en las coordenadas 42°0′58″N 72°50′35″O / 42.01611, -72.84306 (42.015989, -72.843177).

## Demografía
Según la Oficina del Censo, en 2000 los ingresos medios de los hogares de la localidad eran de $101,103 y los ingresos medios de las familias eran de $103,133. Los hombres tenían ingresos medios por $69,028 frente a los $39,922 que percibían las mujeres. Los ingresos per cápita para la localidad eran de $34,459. Alrededor del 3.7% de la población estaba por debajo del umbral de pobreza.
De acuerdo con la estimación 2016-2020 de la Oficina del Censo, los ingresos medios de los hogares y de las familias de la localidad son de $137,250. Alrededor del 0.1% de la población está por debajo del umbral de pobreza.